# Ashlee Simpson
Ashlee Nicole Simpson (Waco (Texas), 3 oktober 1984) is een Amerikaanse zangeres en actrice. 
Zij is de jongere zus van Jessica Simpson, met wie zij in het begin veelvuldig werd vergeleken. Haar eerste (rock)album, Autobiography, kwam in Amerika echter meteen op nummer 1 in de hitlijsten terecht, terwijl haar zus er nog niet in geslaagd was een nummer 1-album te scoren. De eerste single, Pieces of me, stond op nummer 5 in de VS en in Nederland op nummer 20. In haar volgende single, Shadow, benadrukte zij dat ze niet op haar zus leek of wilde lijken door haar zus neer te zetten als een "barbiemeisje" en zichzelf in een rockachtige rok en shirt te hijsen. De single La la werd ook in Nederland een klein succes, en behaalde de 25e plaats in de Top 40.

## Biografie

### Jonge jaren
Simpson werd geboren in Waco, Texas. Zij begon op 3-jarige leeftijd met klassiek ballet. Op 11-jarige leeftijd leed zij aan een eetstoornis, maar met de steun en hulp van haar ouders kwam zij hier weer bovenop.

### Start van carrière
Nadat zus Jessica met haar eerste album de sterrenstatus had bereikt, trad Ashlee op als een van de achtergronddanseressen. Later verscheen zij in films en televisieseries, zoals Malcolm in the Middle in 2001. In 2003 kwam het lied Just Let Me Cry uit voor de film Freaky Friday. Voor haar eerste album zong Simpson een kerstlied samen met haar zus. Tijdens de uitreiking van de Teen Choice Awards op 8 augustus 2004 ontving Simpson de Song of the Summer Award voor het nummer Pieces of Me.

### Uiterlijk
Ashlee Simpson onderging verscheidene gedaanteverwisselingen door haar haar zwart of blond te verven, of door blonde haarextensies te laten invlechten. Bovendien onderging zij op 21 april 2006 een neusoperatie, net na een publiekelijk interview. In september 2006 overwoog Simpson naakt te poseren voor Playboy voor het gigantische bedrag van 4 miljoen dollar.

### Persoonlijk leven
Op 9 april 2008 maakte Simpson haar verloving bekend met Pete Wentz, de bassist van Fall Out Boy. Op 14 april 2008 werd tevens bekend dat zij zwanger zou zijn. Wentz ontkende dit in eerste instantie, maar Simpson gaf de dag erna in een interview aan dat zij het niet kon bevestigen of ontkennen. De twee traden in het huwelijk op 17 mei 2008. Een aantal dagen later, op 28 mei 2008, gaven zij op de website van Fall Out Boy te kennen een kind te verwachten. Op 20 november 2008 werd hun zoon geboren. Op 9 februari 2011 werd bekend dat Ashlee Simpson en Pete Wentz gaan scheiden. De scheiding was op 7 december 2011 officieel.

### Terugkeer in de muziek
Aan het eind van 2007 kondigde Simpson haar nieuwe single Outta My Head (Ay Ya Ya) aan. Dit nummer werd op 9 januari op iTunes uitgebracht, maar een echt succes werd het niet. Het lukte niet met dit nummer binnen twee maanden de Billboard Hot 100 te bereiken. Het nummer is de eerste single van het album Bittersweet World.

### Acteren
Na een goed bekeken eigen realityserie op de Amerikaanse muziekzender MTV, genaamd The Ashlee Simpson Show, is Simpson van 2009 tot en met 2010 een van de acteurs in de vernieuwde serie Melrose Place van de Amerikaanse tv-zender The CW Television Network.

## Gewonnen prijzen
| Jaar | Organisatie                      | Prijs                                                     |
| ---- | -------------------------------- | --------------------------------------------------------- |
| 2004 | Teen Choice Awards               | Choice Fresh Face Choice Song of the Summer: Pieces of Me |
| 2004 | Billboard Awards                 | Beste nieuwe vrouwelijke artiest van het jaar             |
| 2005 | MTV Asia Video Music Awards      | Favoriete internationaal doorbrekende artiest             |
| 2005 | RIAJ Gold Disc Award             | Nieuwe artiest van het jaar                               |
| 2006 | TRL Awards                       | Bounce-Back Artist                                        |
| 2006 | MTV Australia Video Music Awards | Beste vrouwelijke artiest Beste popvideo: Boyfriend       |

## Discografie

### Albums
| Album met eventuele hitnotering(en) in de Nederlandse Album Top 100 | Datum van verschijnen | Datum van binnenkomst | Hoogste positie | Aantal weken | Opmerkingen |
| ------------------------------------------------------------------- | --------------------- | --------------------- | --------------- | ------------ | ----------- |
| Autobiography                                                       | 2004                  | -                     |                 |              |             |
| I Am Me                                                             | 2005                  | -                     |                 |              |             |
| Bittersweet World                                                   | 2008                  | -                     |                 |              |             |

### Singles
| Single met eventuele hitnotering(en) in de Nederlandse Top 40 | Datum van verschijnen | Datum van binnenkomst | Hoogste positie | Aantal weken | Opmerkingen                   |
| ------------------------------------------------------------- | --------------------- | --------------------- | --------------- | ------------ | ----------------------------- |
| Pieces of Me                                                  | 2004                  | 18-09-2004            | 20              | 5            | Alarmschijf                   |
| Shadow                                                        | 2004                  |                       |                 |              |                               |
| La La                                                         | 2005                  | 19-02-2005            | 25              | 5            |                               |
| Boyfriend                                                     | 2005                  |                       |                 |              |                               |
| L.O.V.E.                                                      | 2005                  |                       |                 |              |                               |
| Invisible                                                     | 2006                  |                       |                 |              | niet in Nederland uitgebracht |
| Outta My Head (Ay Ya Ya)                                      | 09-12-2007            |                       |                 |              |                               |

## Filmografie
| Jaar | Titel         | Rol     | Opmerkingen    |
| ---- | ------------- | ------- | -------------- |
| 2002 | The Hot Chick | Monique | Kleine rol     |
| 2005 | Undiscovered  | Clea    | Grotere bijrol |

## Televisie
| Jaar      | Titel                   | Rol                    | Opmerkingen                            |
| --------- | ----------------------- | ---------------------- | -------------------------------------- |
| 2001      | Malcolm in the Middle   | Middelbareschoolmeisje | Kleine rol in aflevering "Reese Cooks" |
| 2002-2004 | 7th Heaven              | Cecilia Smith          | Seizoenen 7-8                          |
| 2004-2005 | The Ashlee Simpson Show | zichzelf               | Realityserie                           |
| 2009-2010 | Melrose Place           | Violet Foster          | Amerikaanse soap                       |